# Симфония № 5 (Брукнер)
Симфония № 5 си-бемоль мажор, WAB 105 Антона Брукнера написана в 1875—1876 гг. Впервые исполнена Йозефом Шальком и Францем Зотманом в переложении для двух фортепиано 20 апреля 1887 в Бёзендорферзале в Вене. Оркестровая премьера состоялась 8 апреля 1894 в Граце под управлением Франца Шалька (Брукнер не присутствовал из-за болезни, он так и не услышал эту симфонию в оркестровом исполнении).

## Части
1. Introduction (Adagio) — Allegro
2. Adagio. Sehr langsam
3. Scherzo. Molto vivace
4. Finale (Adagio) — Allegro moderato

## Версии

### 1876
Оригинальная версия. Брукнер работал над ней с февраля 1875 г. по май 1876 г. Восстановлению не поддаётся, поскольку дальнейшая переработка велась по единственной беловой рукописи. Некоторая информация об этой версии содержится в примечаниях к изданию Р. Хааса.

### 1878
Результат переработки, законченной в ноябре. Издания под редакцией Р. Хааса (1935) и Л. Новака (1951) практически идентичны.

### 1896
Премьерная версия, также положенная в основу первого издания под ред. Ф. Шалька. Доля участия Шалька в переработке точно не установлена, однако принято считать, что разночтения по отношению к версии 1878 не были утверждены Брукнером и потому неаутентичны. Шальк стремился придать музыке Брукнера более вагнеровский характер, в основном за счёт переоркестровки, например, в коде Финала введены треугольник, тарелки и духовой оркестр за сценой. В симфонии сделаны многочисленные купюры, в основном в Финале.

## Состав оркестра
Деревянные духовые
2 флейты
2 гобоя
2 кларнета (B)
2 фагота
Медные духовые
4 валторны (F)
3 трубы (F)
3 тромбона
туба
Ударные
литавры
Струнные
I и II скрипки
альты
виолончели
контрабасы

## Избранная дискография
Первая полная запись сделана в 1937 г.: Карл Бём с Саксонской государственной капеллой; версия 1878.

### Версия 1878 (Новак)
- Отто Клемперер с оркестром Консертгебау (1957), Новой филармонией (1967) и Венским филармоническим оркестром (1968)
- Ойген Йохум c симфоническим оркестром Баварского радио (1958), оркестром Консертгебау (1964, 1986), национальным оркестром Франции (1969), Саксонской государственной капеллой (1980) и Берлинским филармоническим оркестром (1982)
- Эдуард ван Бейнум с оркестром Консертгебау (1959)
- Франц Конвичный с Лейпцигским оркестром Гевандхауса (1961)
- Ханс Росбауд c оркестром Юго-Западного радио Германии (1962)
- Юджин Орманди с Филадельфийским оркестром (1965)
- Отмар Суитнер с Берлинской государственной капеллой (1990)
- Кристоф фон Донаньи с Кливлендским оркестром (1991)
- Вольфганг Заваллиш с Баварским государственным оркестром (1991) и Филадельфийским оркестром (2004)
- Клаудио Аббадо с Венским филармоническим оркестром (1993), Берлинским филармоническим оркестром (1998) и оркестром Люцернского фестиваля (2011)
- Георг Тинтнер c Королевским шотландским национальным оркестром (1996)
- Николаус Арнонкур с Венским филармоническим оркестром (2004, 2005)
- Маркус Пошнер с Симфоническим оркестром Венского радио (2023)

### Версия 1878 (Хаас)
- Ойген Йохум c Гамбургским филармоническим оркестром (1938)
- Вильгельм Фуртвенглер с Берлинским филармоническим оркестром (1942) и Венским филармоническим оркестром (1951)
- Герберт фон Караян c Венским симфоническим оркестром (1954), Берлинским филармоническим оркестром (1967, 1976, 1980, 1981) и Венским филармоническим оркестром (1968)
- Бернард Хайтинк с симфоническим оркестром Датского радио (1967), оркестром Консертгебау (1971, 1980) и Венским филармоническим оркестром (1988, 2003)
- Яша Горенштейн с симфоническим оркестром Би-Би-Си (1971)
- Гюнтер Ванд с симфоническим оркестром Кёльнского радио (1974), симфоническим оркестром Баварского радио (1982), симфоническим оркестром Берлинского радио (1983), симфоническим оркестром Би-Би-Си (1986, 1990), Чикагским симфоническим оркестром (1989), симфоническим оркестром Северогерманского радио (1989, 1998), Мюнхенским филармоническим оркестром (1995) и Берлинским филармоническим оркестром (1996)
- Серджиу Челибидаке с симфоническим оркестром Штутгартского радио (1981) и Мюнхенским филармоническим оркестром (1985, 1986, 1993)

### Версия 1896
- Ханс Кнаппертсбуш с Венским филармоническим оркестром (1956) и Мюнхенским филармоническим оркестром (1959)